# 德国联邦铁路V200.0型柴油机车

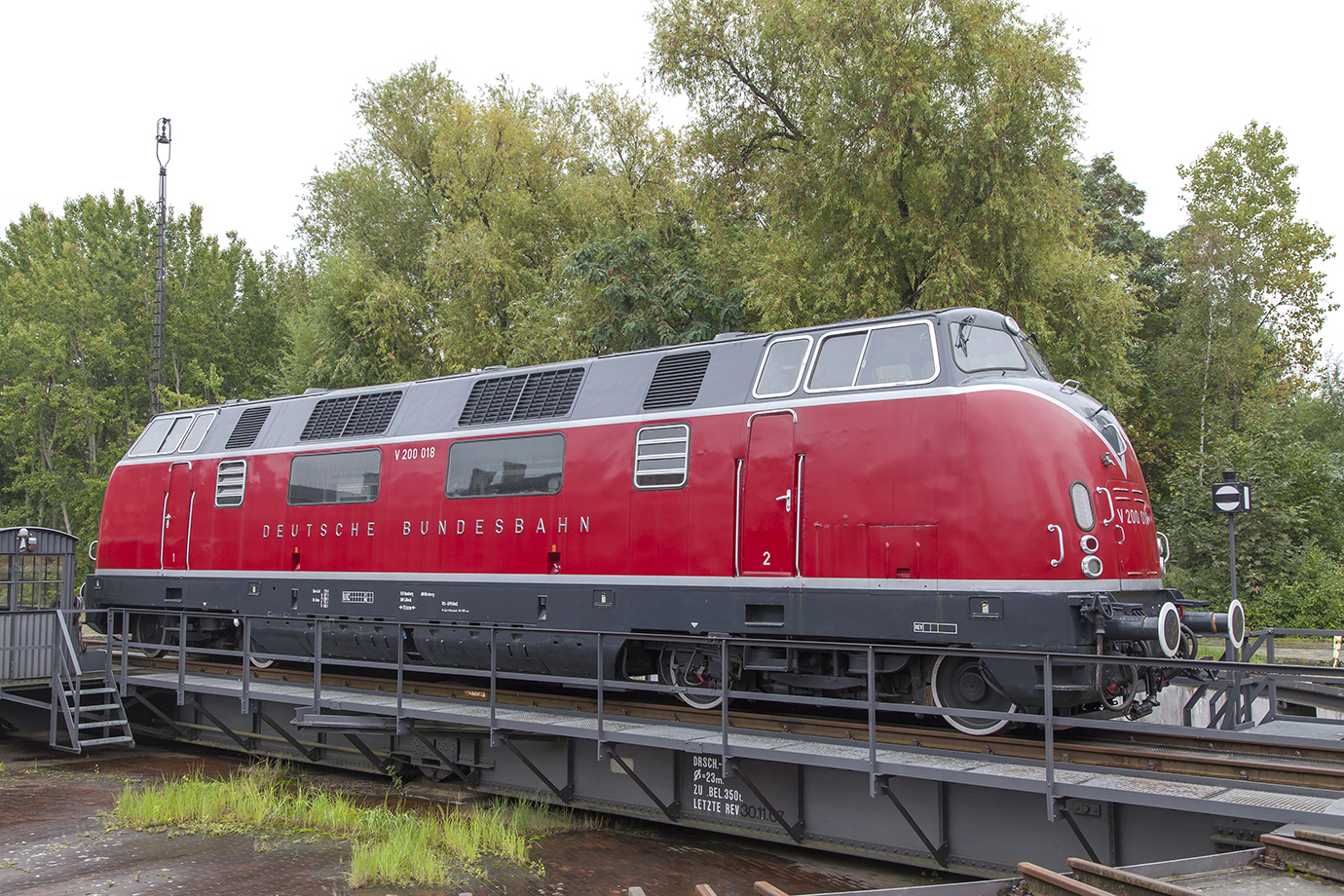
220 018

德国铁路220型液力传动快速内燃机车在 1968年之前称为V200型，这种机车在瑞士联邦铁路被称为Am 4/4型

## 历史

### 在德铁服役
在1953至1954年之间， Krauss-Maffei工厂制造了5种V200原型机车，量产则开始于1956年。Krauss-Maffei制造了其中的61辆，MaK制造了20辆。V200型的原型车进行了一系列的试验，目的是使这种机车适应50年代的技术标准。在1955年的一次试验中，一辆V200原型车凭自身动力穿越了南斯拉夫、希腊与土耳其，目的是让这些国家的潜在客户看到这种机车也同样能够适应当地的状况。
V200型替代了DRG01、03、05型等蒸汽机车，它们所牵引的特快列车在德国各铁路干线上都能见到。随着电气化进程的推进，V200型开始更多用于通勤列车和货车的牵引任务，但是汉堡-威斯特兰、汉堡-吕贝克-哥本哈根、慕尼黑-林道的特快列车仍然是由V200型牵引的。
从1962年开始，V200型开始被动力更加强劲的V200.1型（1968年以后称为221型）所代替。双发动机的V200型在使用过程中的花费较之单引擎的V160型（216型）等要高，而且这种机车所使用的蒸汽供暖系统也越来越不适合电气化时代的客车车辆。到1984年，德铁的所有V200型都停止了使用。

### 在德铁之外使用

#### 沙特阿拉伯
1977年两辆V200型被卖给了沙特政府资助的Heitkamp组织，用于维护利雅得到達蘭之间的长565公里的准轨铁路。1978年又有3辆卖到了沙特。1979年，该线路的维护保养作业被卖给了希腊的Archirodon公司，这些V200机车也顺便归了这个希腊公司。1982年，Archirodon公司又买下了两辆V200型机车，不过这两辆车主要是被用来以拆东墙补西墙的方式修补已有的沙特V200机车的。在Archirodon公司的使用中，多数V200机车都由于事故而退役，这些退役的机车又被拆散来为剩下的机车提供零部件。到1999年为止，在沙特还至少有一辆使用中的V200型(220 021)。

#### 意大利
1982到1990年之间，有13辆V200型被卖到了多个意大利私人铁路公司。它们是：
Ferrovia Suzzara-Ferrara (FSF) - 1982年购进3辆;
Cosfer, 1982年购进1辆，1984年3辆;
Ferrovie Padane (FP) - 1984年购买两辆;
Impresa Veltri,1984年1辆;
IPE Locomotori,1985年1辆;
Impresa Valditerra, 1986年1辆;
Ferrovie Nord Brescia (FNB) - 1990年1辆. (后卖给 FSF)

#### 西班牙
1988年意大利Cosfer公司的一辆V200卖给了西班牙用以建设RENFE AVE 线路，这辆车到2007年仍在使用。

#### 法国
1985到86年间法国DEHE-Montcocol 公司购买了4辆V200用以法国和比利时线路的建设与保养，这些机车都在纽伦堡的德铁工厂进行了彻底检查。1987年，这些机车又被转移到阿尔及利亚，用于建设新的准轨线路。1991年这些车辆又被运回法国国内，自新的TGV（法国高速铁路）上使用。这些机车在1997至1999年之间在法国退役解体。

#### 瑞士
1986年十月7辆V200型被售给了瑞士联邦铁路，称为SBB Am 4/4 （编号18461-18467）。这些车辆一直使用到1997年，而后保留下来的六辆又被卖给了德国的私人公司

#### 阿尔及利亚
1987年阿尔及利亚国铁得到了一辆V200型机车。这两V200一度与法国DEHE-Montcocol 运到阿尔及利亚的4辆V200共同使用。现在这辆机车的情况并不为人所知。

## V200的衍生车型及出口车型

### 英国铁路“战舰”型
英国铁路的“战舰”型机车（42型、43型）虽然在英国制造，但几乎是完全基于V200技术的，只是外形有所不同。生产“战舰”型的各英国工厂都是使用许可证生产零部件而后在整合在一起的。

### ML2200 (JŽ D66/761)
ML2000型是1956年Krauss Maffei 公司为南斯拉夫设计的机车。这种机车基于V200的技术，但由四轴提高到了六轴。这些机车一直使用到了1991年，现在保留在贝尔格莱德郊区的某个铁路博物馆里。

### ML2200/ML3000 - V 300 001/230 001-0
这种机车也是Krauss Maffei 为南斯拉夫设计的，但南斯拉夫停止了对德国机车的引进，不再继续付款。而后公司希望将这种车供应给德铁来替代蒸汽机车，但德铁最终选择了V200.0的小改型V200.1（221）。不过德铁到底买下了原型车，并一直使用到了1975年。

### ML2700CC (TCDD DH27)
V200型在1955年的东南欧之旅没有空去白回，南斯拉夫定购了相关机车，土耳其也对此表示了兴趣——他们与1960年定购了3辆ML2700CC型机车。这种车虽然源于V200，但是外形却一点不像V200，而更像美国车。这些车辆在1982年退役。

### RENFE Class 340
这种机车共生产了32辆，全部出口西班牙。这种车较V200要大，使用16缸引擎，功率4000马力。